# Marina Busignani Reffi
Marina Busignani Reffi (* 1930 in San Marino als Marina Busignani; † 19. / 20. März 2006 in Cailungo, Borgo Maggiore, San Marino) war eine san-marinesische Künstlerin und Politikerin.

## Leben
Geboren 1930 in San Marino, studierte Busignani Reffi an der Accademia di Belle Arti di Bologna. Zu ihren Lehrern gehörten Giorgio Morandi, Virgilio Guidi und Luciano Minguzzi. 1956 hatte sie in ihrem Heimatland ihre erste Einzelausstellung, im gleichen Jahr wie auch 1962 waren ihre Werke Teil der Biennale Internazionale d'Arte di San Marino. Von 1956 bis 1989 arbeitete sie hauptberuflich für den san-marinesischen Keramikhersteller SAM. Weitere Einzelausstellungen in verschiedenen Galerien in San Marino und Italien folgten erst ab den 1980ern, genauso wie Beteiligungen an Gruppenausstellungen. Unter anderem waren ihren Werke 1981 auf der Ausstellung der Société du Salon d’Automne im Pariser Grand Palais und 1989 auf der Biennale von São Paulo zu sehen. 1982 vertrat sie, als erste Vertreterin San Marinos überhaupt, ihr Heimatland auf der Biennale di Venezia. Künstlerisch experimentierte sie mit verschiedenen Ausdrucksformen, besonders prägend waren die Malerei und die Bildhauerei. 1976 war Busignani Reffi federführend an der Gründung der Associazone Artisti Sanmarinesi beteiligt, der sie 1978 auch als Präsidentin vorstand. Eine lebenslange Freundschaft verband sie mit dem italienischen Künstler Emilio Vedova. Heute sind ihre Werke Teil der staatlichen Collezione d’Arte Contemporanea dello Stato di San Marino, die in der Galleria nazionale San Marino ausgestellt wird.
Busignani Reffi war mit dem Politiker Giordano Bruno Reffi (1921–1998) verheiratet. Die beiden waren Eltern einer Tochter. Sie selbst betätigte sich ebenfalls politisch. Ein Mitglied der Partito Socialista Sammarinese, war sie die erste Frau, die in den Vorstand der Partei gewählt wurde. Maßgeblich war sie an der Einführung des Frauenwahlrechts in San Marino und der allgemeinen Emanzipation der Frau in der kleinen Republik beteiligt. 1974 gehörte sie neben Clara Boscaglia, Anna Maria Casali und Fausta Morganti zu den ersten Frauen, die in das Consiglio Grande e Generale gewählt wurden. Busignani Reffi verzichtete aber auf das Mandat zugunsten ihres Ehemanns. Später bekleidete sie das Amt des Capitano di Castello di Città.
Busignani Reffi starb in der Nacht vom 19. auf den 20. März 2006 im Ospedale di Stato della Repubblica di San Marino in Cailungo in Borgo Maggiore in San Marino. San Marino RTV trauerte anschließend um „eine der wichtigsten weiblichen Persönlichkeiten San Marinos in der zweiten Hälfte des 20. Jahrhunderts“. Sie wurde am 22. März 2006 auf dem Cimitero di Chiesanuova bestattet, vorab fand ein Trauerzug mit anschließendem Gedenkgottesdienst statt. Bei ihrer Beerdigung waren zahlreiche Vertreter der san-marinesischen Gesellschaft anwesend, darunter die beiden Capitani Reggenti Claudio Muccioli und Antonello Bacciocchi. Don Eligio Gosti würdigte sie im Trauergottesdienst als „Fahne, die das Gute verkündete,“ als „wahre Naturgewalt“ und als „tapfere Frau und außergewöhnliche Künstlerin, die in ihren Werken den Strahl der Göttlichkeit bekräftigte“. Die Politikerin Patrizia Busignani bezeichnete sie als „Frau, die ihr Leben für die Gleichheit einsetzte“.

## Ehrungen
- Chevalier des Ordre des Arts et des Lettres[2]

2009 gab die Regierung von San Marino für Sammler vier Telefonkarten mit Motiven aus Busignani Reffi Werken heraus.